# Darüşşafaka Spor Kulübü 2016-2017
Questa voce raccoglie le informazioni riguardanti il Darüşşafaka Spor Kulübü nelle competizioni ufficiali della stagione 2016-2017.

## Stagione
La stagione 2016-2017 del Darüşşafaka Spor Kulübü è la 21ª nel massimo campionato turco di pallacanestro, la Basketbol Süper Ligi.

## Roster
Aggiornato al 18 agosto 2018.
| Darüşşafaka Doğuş 2016-17 | Darüşşafaka Doğuş 2016-17 |
| Giocatori                 | Staff tecnico             |
| ------------------------- | ------------------------- |

| N. | Naz.                   | Ruolo | Nome             | Anno | Alt.   | Peso   |  |
| -- | ---------------------- | ----- | ---------------- | ---- | ------ | ------ |  |
| 1  | Stati Uniti (bandiera) | P     | Scottie Wilbekin | 1993 | 188 cm | 80 kg  |  |
| 3  | Turchia (bandiera)     | G     | Ender Arslan (C) | 1983 | 188 cm | 80 kg  |  |
| 4  | Turchia (bandiera)     | P     | Mehmet Yağmur    | 1987 | 188 cm | 85 kg  |  |
| 7  | Turchia (bandiera)     | AG    | Metin Türen      | 1994 | 207 cm | 102 kg |  |
| 8  | Turchia (bandiera)     | GA    | Birkan Batuk     | 1990 | 196 cm | 87 kg  |  |
| 9  | Turchia (bandiera)     | C     | Semih Erden      | 1986 | 210 cm | 109 kg |  |
| 11 | Stati Uniti (bandiera) | G     | Brad Wanamaker   | 1989 | 193 cm | 95 kg  |  |
| 12 | Stati Uniti (bandiera) | AP    | Will Clyburn     | 1990 | 201 cm | 95 kg  |  |
| 13 | Turchia (bandiera)     | AP    | Okben Ulubay     | 1996 | 201 cm | 86 kg  |  |
| 18 | Francia (bandiera)     | AG    | Adrien Moerman   | 1988 | 202 cm | 102 kg |  |
| 19 | Turchia (bandiera)     | C     | Furkan Aldemir   | 1991 | 207 cm | 104 kg |  |
| 21 | Turchia (bandiera)     | C     | Oğuz Savaş       | 1987 | 213 cm | 130 kg |  |
| 23 | Stati Uniti (bandiera) | GA    | James Anderson   | 1989 | 198 cm | 98 kg  |  |
| 41 | Croazia (bandiera)     | C     | Ante Žižić       | 1997 | 210 cm | 113 kg |  |
| 42 | Stati Uniti (bandiera) | AC    | Marcus Slaughter | 1985 | 204 cm | 106 kg |  |
| 45 | Lettonia (bandiera)    | G     | Dairis Bertāns   | 1989 | 193 cm | 91 kg  |  |
| 81 | Stati Uniti (bandiera) | AG    | Luke Harangody   | 1988 | 203 cm | 114 kg |  |

| Allenatore |
| - / David Blatt |
| Assistente/i |
| - Ainārs Bagatskis (fino al 24 dicembre) - Kęstutis Kemzūra - Ümit Temoçin - Ömer Uğurata Legenda - (C) Capitano - (IN) Inattivo - Infortunato Roster |

## Mercato

### Sessione estiva
| Acquisti | Acquisti            | Acquisti          | Acquisti      | Acquisti |
| R.a      | Nome                | da                | Modalità      |          |
| -------- | ------------------- | ----------------- | ------------- | -------- |
| G        | Birkan Batuk        | Anadolu Efes      | definitivo    |          |
| AP       | Will Clyburn        | Hapoel Holon      | definitivo    |          |
| GA       | James Anderson      | Sacramento Kings  | definitivo    |          |
| G        | Brad Wanamaker      | Bamberger         | definitivo    |          |
| G        | Dairis Bertāns      | Bilbao Berri      | definitivo    |          |
| AG       | Adrien Moerman      | Bandırma Banvit   | definitivo    |          |
| AG       | Samet Geyik         | Karşıyaka         | fine prestito |          |
| C        | Giōrgos Diamantakos | Građanski Šibenik | fine prestito |          |

| Cessioni | Cessioni               | Cessioni         | Cessioni       | Cessioni |
| R.       | Nome                   | a                | Modalità       |          |
| -------- | ---------------------- | ---------------- | -------------- | -------- |
| G        | Reggie Redding         | Bayern Monaco    | rescissione    |          |
| P        | Doğuş Özdemiroğlu      | Yesilgiresun     | fine contratto |          |
| GA       | Manuchar Mark'oishvili | Free agent       | fine contratto |          |
| G        | Jamon Gordon           | Free agent       | fine contratto |          |
| C        | Ersin Dağlı            | Free agent       | fine contratto |          |
| AP       | Serhat Çetin           | Türk Telekom     | fine contratto |          |
| AG       | Milko Bjelica          | Stella Rossa     | fine contratto |          |
| AP       | Emir Preldžič          | Galatasaray      | fine contratto |          |
| AG       | Samet Geyik            | Anadolu Efes     | fine contratto |          |
| C        | Giōrgos Diamantakos    | Apollon Patrasso | fine contratto |          |

### Dopo l'inizio della stagione
| Acquisti | Acquisti     | Acquisti        | Acquisti         | Acquisti   |
| R.       | Nome         | da              | Data             | Modalità   |
| -------- | ------------ | --------------- | ---------------- | ---------- |
| C        | Ante Žižić   | Cibona Zagabria | 27 dicembre 2016 | definitivo |
| AP       | Okben Ulubay | Yesilgiresun    | 27 gennaio 2017  | definitivo |

| Cessioni | Cessioni    | Cessioni     | Cessioni        | Cessioni    |
| R.       | Nome        | a            | Data            | Modalità    |
| -------- | ----------- | ------------ | --------------- | ----------- |
| AG       | Metin Türen | Yesilgiresun | gennaio 2017    | rescissione |
| C        | Semih Erden | Free agent   | 6 febbraio 2017 | rescissione |